# Хисикава Моронобу
Хисикава Моронобу (яп. 菱川 師宣, 1618 г. — 25 июля 1694 г.) — японский художник и гравёр, один из крупнейших представителей стиля укиё-э, начиная с 70-х годов XVII столетия.

## Жизнь и творчество
Хисикава Моронобу родился в зажиточной семье мастера по окраске тканей и вышивке золотыми и серебряными нитями, в городке Кёнан провинции Ава, близ Токийского залива. Моронобу занимался семейным ремеслом, пока в 1657 году не сгорела мастерская отца. Долгая практика по декоративному украшению тканей, которой он занимался в мастерской отца, сказалась в дальнейшем на стиле его гравюр: женщины в этих произведениях обряжены в красиво декорированные одежды, что придавало гравюрам дополнительный художественный эффект.
В 1660-х годах он перебрался в Эдо, где самостоятельно изучал традиционные стили рисования в манере школ Тоса и Кано. Главным учителем Моронобу, давшим ему умение владеть декоративным и академическим стилем традиционной японской живописи, был Мастер Камбун, работавший в период с 1660 по 1673 год. Вначале Моронобу занимается исключительно иллюстрированием книг, впоследствии его иллюстрации-гравюры рассматриваются уже как самостоятельные произведения искусства. Моронобу не является основателем жанра укиё-э, но это был первый мастер укиё-э, о котором сохранились биографические сведения.
Первые известные работы Моронобу, подписанные его именем, относятся к 1672 году; более ранние его произведения не сохранились. В 1670-е годы он становится крупнейшим мастером укиё-э, и оставался им до своей смерти. Его считают основателем школы Хисикава или Эдо, художником, чьё влияние на живопись продолжалось до конца XIX века.
Сохранилось порядка 150 альбомов, созданных рукой Моронобу, в которых он использует традиционную монохромную технику гравюры. Это произведения в основном на исторические и литературные темы, но среди них есть книги с образцами узоров для кимоно, альбомы укиё-э и коллекции эротических картинок. Отдельных листов с работами Моронобу до наших дней дошло очень мало, но среди этих работ есть прекрасные женские портреты.
Кроме гравюры, Моронобу занимался традиционной живописью по шёлку и росписью ширм. В разных музеях мира хранится несколько ширм, которые приписывают его кисти.

## Галерея
- Оглянувшаяся красавица. Живопись по шёлку. Национальный музей, Токио
- Пикник. Живопись по шёлку. Галерея Фрир, Вашингтон
- Осень в Асакуса. Цветущая вишня в парке Уэно. Роспись ширмы.Галерея Фрир, Вашингтон
- Сцены из театра Кабуки в Накамуре. Роспись ширмы. Музей изящных искусств, Бостон
- Мужчина и две куртизанки. Разворот страниц из книги. Галерея Фрир, Вашингтон
- Образцы узоров для кимоно. Разворот страниц из книги. Галерея Фрир, ВАшингтон
- Сюжет из серии эротических картинок. Гравюра. Частное собрание.